# Siège de Raguse (1806)
Pour les articles homonymes, voir Siège de Raguse.
Quatrième Coalition
Batailles
- Cap-Vert (navale)
- San Domingo (navale)
- Río de la Plata
- Pornichet (navale)

- Raguse
- Castel-Nuovo

Campagne de Prusse (1806)
- Schleiz
- Saalfeld
- Auerstaedt
- Iéna
- Halle
- Magdebourg
- Stettin
- Lübeck
- Glogau
- Golymin
- Pułtusk
- Stralsund

Campagne de Pologne (1807)
- Eylau
- Ostrołęka
- Colberg
- Dantzig
- Guttstadt
- Heilsberg
- Friedland

Le siège de Raguse (Dubrovnik depuis 1918) est un épisode des guerres napoléoniennes qui s'est déroulé en mai et juin 1806, pendant la campagne de Dalmatie. L'armée russe a investi la place occupée par les français avant de lever le siège.

## Histoire
Le traité de Presbourg, signé entre la France, l'Autriche et la Russie après la bataille d'Austerlitz, plaçait la Dalmatie, possession autrichienne, sous la protection du royaume d'Italie. Alors que Napoléon Ier, roi d'Italie, avait envoyé le général Molitor occuper la Dalmatie, une flotte russe commandée par l'amiral Séniavine se présente devant Cattaro le 23 février 1806. Les Français n'étant pas encore arrivés, les Russes occupent la ville, délaissée par les Autrichiens, et commencent à se montrer menaçants à l'égard du port voisin de Raguse.
Pour contrer l'avancée des Russes, Napoléon envoie le général de Lauriston prendre possession du territoire de la république de Raguse, où il arrive le 26 mai 1806. Lauriston se dirige alors vers Cattaro pour en déloger les Russes mais ceux-ci, en nombre supérieur et aidés par les Monténégrins, obligent le général français à s'enfermer dans Raguse à laquelle ils mettent le siège par mer et par terre.
Se portant au secours de Lauriston avec quelques régiments, Molitor réussit à faire croire à Séniavine qu'il avançait à la tête d'une armée de 15 000 hommes. Les Russes ont levé le siège, permettant à Molitor d'entrer dans Raguse alors que la position de Lauriston devenait critique.

## Sources
- Dictionnaire Napoléon, Jean Tulard, 1987